# Stap
Stap je dio stapnih i klipnih strojeva koji se ravnocrtno ili rotacijski giba unutar cilindra. U užem smislu, stapom se najčešće naziva dio stroja plosnata oblika koji se amo-tamo giba unutar cilindra parnoga stroja, stapnih pumpi ili kompresora, dok se takav dio valjkasta oblika u većini motora s unutarnjim izgaranjem naziva klipom, a rotacijski se element na primjer u Wankelovu motoru naziva rotorom. Kao dio stapnoga mehanizma spojen je s križnom glavom s pomoću stapajice, tako da u radijalnom smjeru ne prenosi sile na cilindar unutar kojega se giba.

## Klip
Klip je stap duguljasta oblika, valjkasti dio stroja koji klizi u cilindrima klipnih strojeva, bilo da ga potiskuje tlak radnoga medija u ekspanziji (na primjer u klipnome motoru s unutarnjim izgaranjem), ili pak on sam potiskuje taj medij koristeći se energijom iz drugih izvora (u klipnoj pumpi ili kompresoru). Klip je dio klipnoga mehanizma, kojim se ravnocrtno gibanje klipa pretvara u rotacijsko gibanje vratila klipnoga stroja.

## Stapni i klipni strojevi
Stapni i klipni strojevi su strojevi kod kojih se ekspanzijom radnoga medija unutar cilindra potiskuje stap (parni stroj, motor s unutarnjim izgaranjem), a djelovanje sile potiskivanja pretvara se preko mehanizma u mehanički rad vrtnje vratila, ili se, obrnuto, radni medij potiskuje stapom ili klipom (stapna pumpa, stapni kompresor) koristeći se energijom iz drugih izvora dovedenom preko mehanizma. Ovisno o tome giba li se u cilindru stap ili klip, razlikuju se stapni i klipni strojevi, a prijenos sile i gibanja odvija se stapnim ili klipnim mehanizmom. Tako su na primjer parni strojevi stapni, a Ottovi ili Dieselovi motori s unutarnjim izgaranjem klipni, premda ih se u nazivlju ponegdje ne razlikuje. Kod takvih je strojeva gibanje stapa (klipa) u cilindru oscilatorna ravnocrtna translacija (pravocrtno gibanje), koja se preko mehanizma pretvara u vrtnju vratila. Postoje i vrste strojeva koje imaju rotirajući stap (rotor), a gibanje se na vratilo ili s njega prenosi izravno ili preko zupčanika. Među takve se ubrajaju na primjer pumpe s rotirajućim stapom ili Wankelov motor s unutarnjim izgaranjem. Mehanizmi za pretvorbu translacijskoga gibanja klipa u rotaciju vratila izvode se dvojako: s križnom glavom i bez nje. Kod stapnoga mehanizma stap je povezan preko poluge (stapajica) s križnom glavom. Križna glava dio je koji kliže po vodilicama, pa se giba translacijski, jednako kao i stap, a s pomoću ravninskoga gibanja ojnice, to jest poluge koja povezuje križnu glavu i rukavce koljena koljenastoga vratila, omogućuje se rotacija vratila. Na taj se način prenosi sila sa stapa na rukavce koljena, bez opterećenja stapa i cilindra radijalnim silama, već njih, kao dijelove uzdužne sile u ojnici, preuzima križna glava. Klipni mehanizam nema križne glave, već je klip zglobno vezan za polugu (klipnjača), koja se giba ravninski te prenosi i radijalne sile na klip. Kako bi se ravnomjerno prenijele sile s klipa na cilindar, klip je, za razliku od stapa, veće visine od promjera. Stapni i klipni mehanizmi imaju jednaku kinematičku strukturu, koja odgovara takozvanom zglobnomu četverokutu. Jednaki su im zakoni promjene brzina i ubrzanja, kao i sila u članovima mehanizma, pa se ponegdje skupno nazivaju motornim mehanizmima s križnom glavom, ili bez nje.